# Wyspy Świętego Tomasza i Książęca na Letnich Igrzyskach Olimpijskich 2016
Wyspy Świętego Tomasza i Książęca na Letnich Igrzyskach Olimpijskich 2016 w Rio de Janeiro reprezentowało 3 zawodników. Był to 6 występ reprezentacji Wysp Świętego Tomasza i Książęcej na letnich igrzyskach olimpijskich. Do tej pory żaden zawodnik z tego kraju nie zdobył medalu.

## Skład reprezentacji

### Lekkoatletyka
Wyspy Świętego Tomasza i Książęca dostały od IAAF zaproszenie do wysłania na igrzyska 2 zawodników (kobiety i mężczyzny).
| Zawodnik              | Konkurencja             | Runda 1  | Runda 1 | Runda 2  | Runda 2 | Półfinał | Półfinał | Finał    | Finał   |
| Zawodnik              | Konkurencja             | Rezultat | Pozycja | Rezultat | Pozycja | Rezultat | Pozycja  | Rezultat | Pozycja |
| --------------------- | ----------------------- | -------- | ------- | -------- | ------- | -------- | -------- | -------- | ------- |
| Romário Leitão        | Bieg na 5000 m mężczyzn | 15:53,32 | 50.     | —        | —       | —        | —        | NQ       | NQ      |
| Celma Bonfim da Graça | Bieg na 1500 m kobiet   | 4:38,86  | 38.     | —        | —       | NQ       | NQ       | NQ       | NQ      |

### Kajakarstwo
Buly Da Conceição Triste zakwalifikował się na igrzyska podczas Mistrzostw Afryki.  
| Zawodnik                 | Konkurencja         | Eliminacje | Eliminacje | Półfinały | Półfinały | Finał A/B | Finał A/B | Pozycja |
| Zawodnik                 | Konkurencja         | Czas       | Pozycja    | Czas      | Pozycja   | Czas      | Pozycja   | Pozycja |
| ------------------------ | ------------------- | ---------- | ---------- | --------- | --------- | --------- | --------- | ------- |
| Buly Da Conceição Triste | C-1 1000 m mężczyzn | 4:54,516   | 17. Q      | 4:46,396  | 14.       | NQ        | NQ        | 17.     |